# Локерен
Локерен (на нидерландски: Lokeren) е град в Северна Белгия, окръг Синт Никлас на провинция Източна Фландрия. Населението му е около 37 900 души (2006).

## Известни личности
Починали в Локерен
- Вилфрид Мартенс (1936 – 2013), политик